# Општина Хорија (Тулћа)
Хорија (рум. Horia) општина је у Румунији у округу Тулћа.
Oпштина се налази на надморској висини од 70 m.